# 1301
Évszázadok: 13. század – 14. század – 15. század
Évtizedek: 1250-es évek – 1260-as évek – 1270-es évek – 1280-as évek – 1290-es évek – 1300-as évek – 1310-es évek – 1320-as évek – 1330-as évek – 1340-es évek – 1350-es évek
Évek: 1296 – 1297 – 1298 – 1299 –  1300 – 1301 – 1302 – 1303 – 1304 – 1305 – 1306

## Események

### Határozott dátumú események
- január 14. – Budai várában – egészen váratlanul – meghal a 36 éves III. András, és ezzel férfiágon kihal a magyarságot fejedelemként, majd királyként 450 éven át kormányzó Árpád-dinasztia.[1] (III. Andrást a budai ferences templomban temetik el.[2] Felesége, Ágnes a temetés másnapján elhagyta az országot. Kitör a trónviszály.)[1]
- február 7. – Eduárd herceg, I. Eduárd angol király fia lesz az első walesi herceg.
- augusztus 27. – Hont-Pázmány nembeli János kalocsai érsek Székesfehérvárott királlyá koronázza Vencelt.[3]

### Határozatlan dátumú események
- tavasz – Megkoronázzák I. Károlyt Esztergomban.[4] Ez az első koronázás, még csak szűk rétegben teszi elismertté.
- július – Cseh csapatok törnek be az országba Vencel támogatására. A budai polgárok és a Németújváriak Vencel pártjára állnak. Károly Róbertet Vencel hívei Bécsig kergetik, majd beveszik Esztergomot.[5]
- ősz – VIII. Bonifác pápa Boccasini Miklós ostiai püspök személyében legátust küld Magyarországra, aki érvényteleníti Vencel koronázását.[5]

## Születések
- július 23. – Ottó osztrák herceg († 1339)
- 1301 – Ni Can kínai festő († 1374)

## Halálozások
- január 14. – III. András magyar király (* 1265 körül)